# وترایت
وترایت (Vaterite) یک ماده معدنی چند شکلی از کربنات کلسیم (کلسیم C O 3). است. این نام به افتخار کانی‌شناس آلمانی هاینریش واتر گرفته شده‌است. همچنین به عنوان کربنات کلسیم(μ-CaCO3) شناخته می‌شود. Vaterite(واتریت) متعلق به سیستم کریستالی شش ضلعی است، در حالی که کلسیت متعامد و آراگونیت بلوری راست‌لوزی است.
وترایت، مانند آراگونیت، یک فاز شبه پایدار کربنات کلسیم در شرایط محیطی در سطح کره زمین است. از آنجایی که واتریت نسبت به کلسیت یا آراگونیت پایداری کمتری دارد، حلالیت بالاتری در مقایسه با هر کدام از این مواد دارد. در نتیجه، هنگامی که واتریت در معرض آب قرار می‌گیرد، تبدیل به کلسیت (در دمای پایین) یا آراگونیت (در دمای بالا: ۶۰درجه سانتی گراد) می‌شود. برای مثال در ۳۷ درجه سانتیگراد یک انتقال فازی از واتریت به کلسیت رخ می‌دهد، وقتی که واتریت حل می‌شود و متعاقباً به عنوان کلسیت به کمک فرایند رسیدن استوالد رسوب می‌کند. این انتقال فازی گرماگیر بوده و دمای واکنش را کاهش می‌دهد.

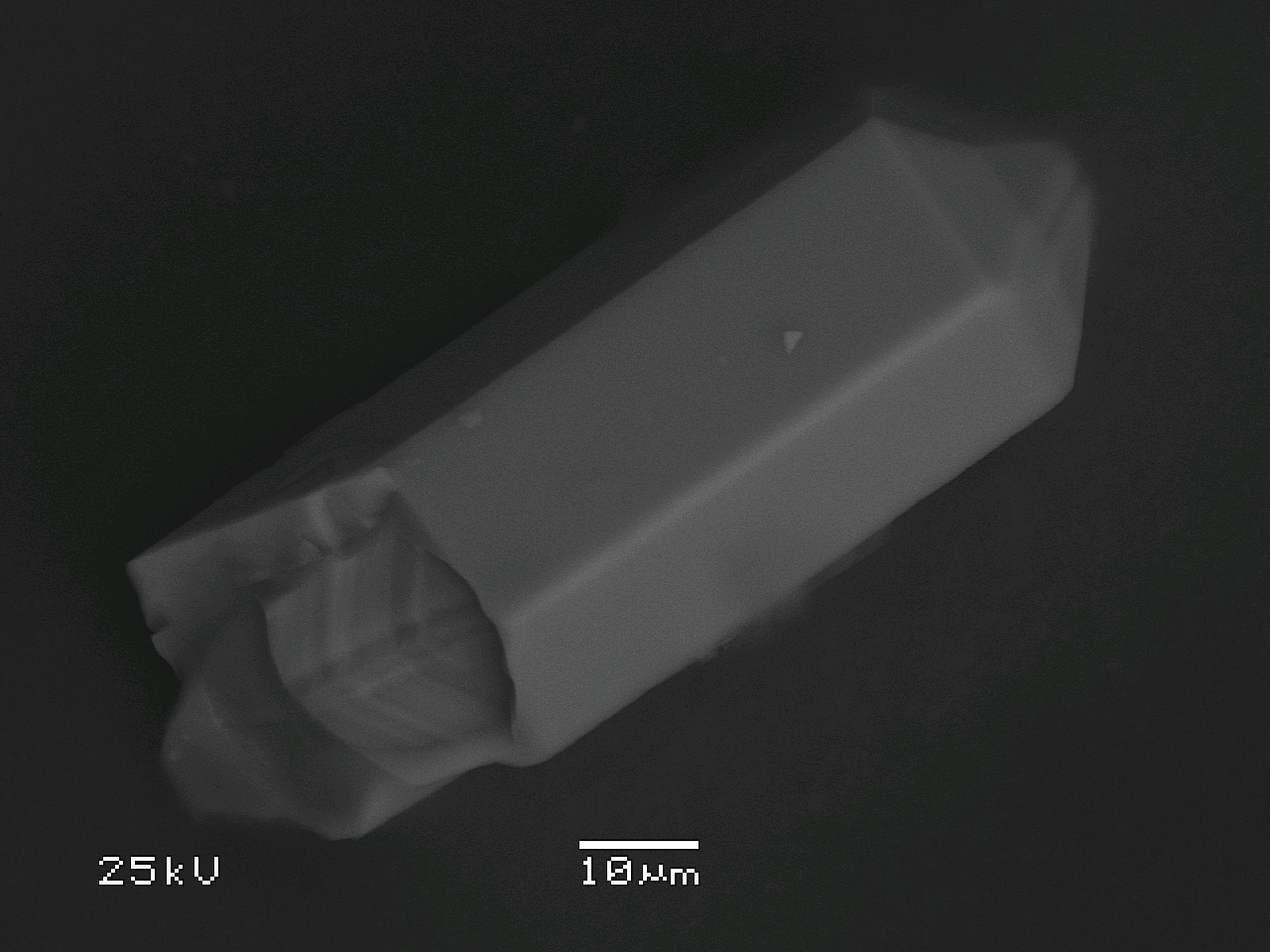
این عکس واتریت‌های محله سان ویتو (مونته سوما، ایتالیا) است. ریز کریستالی با بلورهای زیر ۲ میلی‌متر هستند.

با این حال، واتریت(vaterite) به‌طور طبیعی درچشمه‌های معدنی، بافت آلی، سنگ‌های صفراوی، سنگ ادراری و گیاهان وجود دارد. در این شرایط، برخی از ناخالصی‌ها (یون فلزی یا مواد آلی) ممکن است واتریت(vaterite) تثبیت کرده و از تبدیل آن به کلسیت یا آراگونیت جلوگیری کند. واتریت(vaterite) معمولاً بی‌رنگ است.
واتریت را می‌توان به عنوان اولین ذخایر معدنی برای ترمیم صدمات پوسته طبیعی یا تجربی در برخی از نرم تنان با پوسته آراگونیت (مانند گاستروپودها) برشمرد. رسوب پوسته بعدی به صورت آراگونیت رخ می‌دهد. در سال ۲۰۱۸، واتریت به عنوان یکی از اجزای تشکیل شده روی برگ‌های Saxifraga در باغ گیاه‌شناسی دانشگاه کمبریج شناسایی شد این موضوع را دانشمندان شیمی در دانشگاه کمبریج پی بردند.
طبق تحقیقات جدیدی که در سایت ساینس دایرکت منتشر شده است وترایت یک ترکیب ناپایدار است. که از غنی سازی مداوم آن همراه با کربن و اکسیژن مقدار کمی گوگرد هم به دست می آید که به دلیل کم بودن گوگرد در ترکیب می توان وترایت را خالص فرض کرد. که یرای مطالعه بیشتر می توانید به سایت «www.sciencedirect.com» مراجعه کنید.

### دیگر پلی آمورف های CaCO3
همانطور که گفته شد  CaCO3  دارای سه پلی آمورف طبیعی به نام های آراگونیت و وترایت و کلسیت است که وترایت از دو کانی دیگر ناپایدار تر و مقدار آن در طبیعت کمتر است. عواملی که تعیین می کنند که  CaCO3  به چه شکل باشد به شرح زیر است
- pH، دما و فشار              در دمای 25 و ◦C80 شکل غالب کلسیم کربنات واتریت هست، در حالیکه فرم کلسیت در دمای C◦50 بدست میآید. کمتر از 5% از آراگونیت در دمای C◦70 مشاهده میشود. در pH 5/0، کریستالهای کلسیت و آراگونیت بدست میآیند. وقتی که مقدار pH بالاتر از 5/5 باشد، رسوبها کریستالهای کلسیت هستند با مورفولوژی و اندازه ذره متفاوت.
- غلظت یون کربنات و کلسیم                                                                                                                                        نسبت غلظتی کربنات و کلسیم روی سایز ذرات کربنات کلسیم و شکل آن تاثیر گذار است.
- وجود منیزیم                                                                                                                                                      پلیمورفهای کربنات کلسیم رسوب کرده به نسبت Mg/Ca وابستهاند.
- مواد افزودنی آلی و معدنی                                                                                                                    این مواد اصلاح کننده بر روی سایز ذرات کریستاله شدهی کربنات کلسیم تاثیر گذارند.عوامل دیگری از جمله یونهای فلزی، سورفاکتانتها، ویسکوزیته، امواج التراسونیک و … نیز روی آمادهسازی کربنات کلسیم تاثیرگذارند.بازدارندههایی نیز وجود دارند که مانع از تشکیل رسوب کربنات کلسیم میشوند. در حین آمادهسازی کربنات کلسیم باید حضور این عوامل را هم در نظر داشت.از جمله ویژگیهای فیزیکی کربنات کلسیم ثابت یونیزاسیون، حلالیت در آب که عملا در آب نامحلول است که در حضور نمک آمونیوم یا CO2 حلالیت افزایش مییابد. در کل حلالیت شکلهای هیدراته کربنات کلسیم از فرمهای غیرهیدراته آن مثل کلسیت، آراگونیت و واتریت بیشتر است. pH انحلال کربنات کلسیم در آب با HCl و NaOH ثابت میشود.کربنات کلسیم معمولا در شش شکل متفاوت وجود دارد: سه پلیمورف کریستاله، 1- کلسیت 2- آراگونیت و 3- واتریت با با پایداری کم، دو شکل هیدراته، 4- مونوهیدروکلسیت و 5- ایکایت و 6- کربنات کلسیم آمورف. کلسیت به صورت معمول به شکل لوزی مانند است. آراگونیت معمولا به شکل منشوری مانند یا سوزنی شکل است و واتریت به شکل پلی کریستالهای کروی است. نقطه ذوب CaCO3 برای آراگونیت C◦825 و ◦C1339.با استفاده از آزمون XRD میتوان تعیین کرد پودر کربنات کلسیم ما شامل کدام یک از فرمهای کریستاله این ترکیب است. کلسیت در زاویهی 4/29= 2ɵ دارای پیکی با شدت نسبی 100% است. آراگونیت در زاویهی 3/26= 2ɵ دارای پیکی با این شدت است و واتریت در زاویهی 0/27= 2ɵ. فرم مونوهیدراته کلسیت و ایکایت به ترتیب در زاویههای 0/32= 2ɵ و 5/17= 2ɵ دارای بیشترین شدت هستند.روشهای دیگری برای شناسایی نوع شکل کربنات کلسیم و غلظت آن وجود دارد، از جمله روشهای اسپکتروسکوپی شامل UV/VIS برای تعیین غلظت کربنات کلسیم به کار رفته، FTIR برای تعیین نوع گونه ی کربنات کلسیم، رامان برای تعیین گونه های مختلف شکل کریستاله کربنات کلسیم و H MAS NMR برای آنالیز مولکول آب ترکیب شده. به این تکنیک ها میتوان روشهای فلورومتری، روشهای الکتروشیمیایی، کروماتوگرافی و جذب اتمی را نیز اضافه کرد.کلسیت فرم پایدار بدون آب کربنات کلسیم است که با افزایش فشار به سمت تراکم فازها میرود. آراگونیت فرم نیمهپایدار کلسیم کربنات است که برای میلیونها سال در شرایط خشک در دمای زیر C◦400 باقی میماند. واتریت فرم بدون آب و کم ثبات کلسیم کربنات در شرایط محیطی است، که پس از قرار گرفتن در معرض آب به کلسیت یا آراگونیت تبدیل میشود.CaCO3 انحلال خیلی کمی در آب دارد اما در حالت اشباع شده با CO2 به دلیل تشکیل کلسیم بیکربنات (Ca(HCO3)2) قابل انحلالتر حلالیت افزایش مییابد. با وجود این مثل همهی کربناتهای فلزی، CaCO3 با محلولهای اسیدی واکنش میدهد تا گاز CO2 را تولید کند.

### ساختار
واتریت در واقع از حداقل دو ساختار کریستالوگرافی مختلف تشکیل شده است که در داخل یک شبه تک بلور وجود دارند. ساختار اصلی (در واقع زیرساخت) تقارن شش ضلعی را نشان می دهد. ساختار فرعی که به صورت نانودامنه در ماتریس اصلی وجود دارد، هنوز ناشناخته است.
با این حال، همانطور که توسط کریستی در سال 2017 در بررسی خود پیشنهاد شده است، قابل قبول ترین چند نوع برای توصیف ساختار، یعنی نمونه های 2M و 6H هستند، در واقع "در بیشترین شکل های تقارن خود رخ نمی دهند"، بلکه به ترتیب توسط گروه های فضایی C121 و P3221 توصیف می شوند.